# San Leon (música)
San Leon és un grup de música de Barcelona de música pop, rock, rumba flamenca i folk, amb influències africanes i caribenyes, format a principis de l'any 2009. El seu primer disc, del 2010, va ser Bit & Pieces, que van presentar a la sala Sidecar.
L'origen del grup és d'Aldo Comas, un emprenedor a qui li agrada viatjar que el 2005 va crear el grup El Guisante Mágico amb els músics que després anirien al grup Extraperlo. Després de perdre la seva mare i altra gent propera, Comas va emprendre un viatge a l'Amèrica del Sud. El nom del grup surt d'un poble que hi ha entre Mèxic i els Estats Units que ha passat per moltes catàstrofes en forma d'huracans. A més de Comas (veu i guitarra acústica), formen el grup Andrés Pérez (veu, teclats i percussió), Arnau Obiols (bateria), Jordi Moraleda (baix) i Miquel Mestres (guitarra elèctrica). Entre d'altres, participà en el Bam Barcelona del 2010.